# Calamar (cratera)
Calamar é uma cratera marciana. Tem como característica 7.2 quilômetros de diâmetro. Deve o seu nome a Calamar, uma localidade em Bolívar, um departamento da Colômbia.